# Sean Edwards

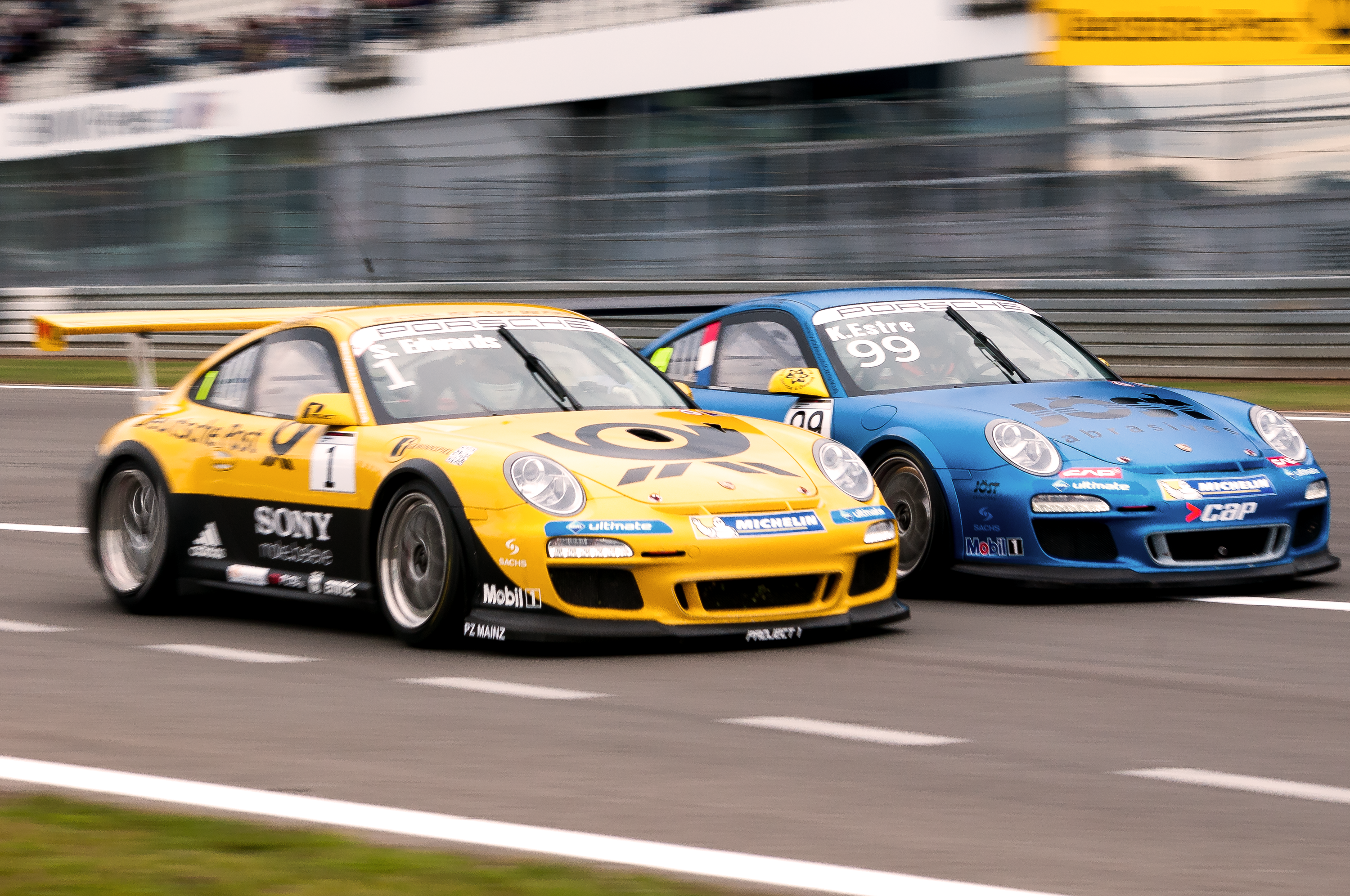
Edwards (izquierda) junto a Kévin Estre en 2013.

Sean Edwards (Londres, 6 de diciembre de 1986-Queensland, 15 de octubre de 2013) fue un piloto de automovilismo británico. Ganó las 24 Horas de Nürburgring de 2013 y, además, compitió en GT3 y categorías de Porsche. Murió en un accidente en pruebas privadas en octubre de 2013 como pasajero del automóvil, en Queensland, Australia.

## Carrera
Edwards comenzó a competir a la edad de once años, participando en competiciones de karting.
Después de obtener el cuarto lugar en el Campeonato Británico de Fórmula Ford 2003, quedó quinto en la Fórmula Renault Británica de 2004, el quinto en el Campeonato Británico de GT de 2005 y ganó el Campeonato Europeo de GT3 de la FIA 2006.
En 2010 debutó en Porsche Supercup y Porsche Carrera Cup Germany. En los dos años siguientes terminó segundo en el campeonato alemán. En 2012 tuvo su única participación en las 24 Horas de Le Mans, con un Porsche 997 GT3. También ganó las 24 Horas de Dubái 2012 y mismo repitió resultado al año siguiente.
Ganó las 24 Horas de Nürburgring de 2013 junto a Bernd Schneider, Jeroen Bleekemolen y Nicki Thiim. Se encontraba primero en la Supercup 2013 en el momento de su muerte, pero luego fue superado por Nicki Thiim y quedó subcampeón.

## Muerte
El 15 de octubre de 2013, Edwards murió en un accidente durante una sesión privada en Queensland Raceway en Willowbank, Queensland, Australia, como pasajero mientras estaba instruyendo a Will Holzheimer, de 20 años, en un Porsche 996 Supercup.
El accidente fue a unos 220 km/h y el automóvil se incendió inmediatamente. Holzheimer fue atendido en el Hospital Real de Brisbane por lesiones y quemaduras.

## Vida personal
Edwards nació en Londres el 6 de diciembre de 1986, hijo del también piloto de carreras Guy Edwards. Fue educado en el Wellington College y Cherwell College en Oxford. Vivió y se basó en Mónaco. Participó en la filmación de la película Rush, en el papel de su padre.